# 10711 Pskov
För andra betydelser, se Pskov (olika betydelser).
10711 Pskov eller 1982 TT2 är en asteroid i huvudbältet som upptäcktes den 15 oktober 1982 av den sovjetisk-ryska astronomen Ljudmila Zjuravljova vid Krims astrofysiska observatorium på Krim. Den är uppkallad efter den ryska staden Pskov.
Asteroiden har en diameter på ungefär 13 kilometer.